# طولانی‌ترین روز (فیلم)
طولانی‌ترین روز (انگلیسی: The Longest Day) فیلمی در ژانر حماسی و جنگی به کارگردانی کن آناکین، اندرو مارتون و برنهارد ویکی است که در سال ۱۹۶۲ منتشر شد.

## بازیگران
- جان وین
- رابرت میچام
- هنری فوندا
- ریچارد برتون
- رابرت رایان
- راد استایگر
- رابرت واگنر
- فابیان فورته
- ریچارد بیمر
- مل فرر
- جفری هانتر
- سال مینئو
- استوارت ویتمن
- استیو فارست
- ادی آلبرت
- ادموند اوبرایان
- کنت مور
- پیتر لاوفورد
- ریچارد تاد
- شان کانری
- بورویل
- آرلتی
- ژان لویی بارو
- کورد یورگنس
- الکساندر ناکس
- جرج سیگال
- رد باتنز
- ری دانتون
- گرت فروبه
- جان کراوفورد
- کلمان هراری
- برایان کلمن
- میکی ناکس

## جوایز و نامزدی‌ها
- جایزه اسکار بهترین فیلمبرداری (۱۹۶۲): ژان بورگوین و والتر ووتیتز (برنده)[۳]
- جایزه اسکار بهترین جلوه‌های تصویری (۱۹۶۲): رابرت مک‌دونالد و ژاک مومونت (برنده)[۳]
- جایزه اسکار بهترین کارگردانی هنری (۱۹۶۲): تد هاوورث، لئون بارساک، وینسنت کوردا و گابریل بچیر (نامزد)[۳]
- جایزه اسکار بهترین تدوین (۱۹۶۲): ساموئل ئی. بیتلی (نامزد)[۳]
- جایزه اسکار بهترین فیلم (۱۹۶۲): (نامزد)[۳]